# Kleniewo (Mazovie)
Pour les articles homonymes, voir Kleniewo.
Kleniewo (prononciation : [klɛˈɲɛvɔ]) est un village polonais de la gmina de Bielsk dans le powiat de Płock de la voïvodie de Mazovie dans le centre-est de la Pologne.

## Histoire
De 1975 à 1998, le village appartenait administrativement à la voïvodie de Płock.